# المركز الوطني لمكافحة الأمراض (الهند)
المركز الوطني لمكافحة الأمراض (NCDC) (بالإنجليزية: National Centre for Disease Control)‏ المعروف سابقًا باسم المعهد الوطني للأمراض المعدية، هو معهد يعمل ضمن المديرية العامة للخدمات الصحية الهندية (وزارة الصحة ورعاية الأسرة)، تأسس في يوليو 1963 للبحث في علم الأوبئة والسيطرة على الأمراض المعدية وإعادة تنظيم أنشطة معهد الملاريا في الهند حاليا لديه ثمانية فروع في الوار، بنغالور، ثيروفانانثابورام، كاليكوت، باتنا، راجا ماهندري، فاراناسي، جاجدالبور وكونور لتقديم المشورة والمساعدة لحكومات الولايات المعنية بشأن الصحة العامة، المقر الرئيسي يقع في شام ناث مارج في نيودلهي.

## الميزانية والعمليات
لدى المركز الوطني لمكافحة الأمراض طاقم من 434 عامل ومسؤول، وكانت الميزانية المالية لسنة 2017 هي 233.04 روبية ما يعادل تقريباً 35 مليون دولار.

## نشاطها
تم استدعاء أطباء المركز الوطني لمكافحة الأمراض سابقًا للتحقق من تفشي الأمراض المحتملة بما في ذلك حالات الطاعون الرئوي المشتبه بها في البنجاب في عام 2002، وتفشي مرض المتلازمة التنفسية الحادة الوخيمة في 2004، وتفشي مرض التهاب السحايا في دلهي في 2005، وتفشي مرض إنفلونزا الطيور في 2006. وتم استدعائهم لمراجعة الاستعدادات لجائحة فيروس كورونا 2019–20.